# مایکل مور در ترامپلند
مایکل مور در ترامپلند (انگلیسی: Michael Moore in TrumpLand) یک فیلم مستند به کارگردانی مایکل مور است که در سال ۲۰۱۶ منتشر شد. این فیلم درباره کارزارهای انتخابات ریاست‌جمهوری ایالات متحده آمریکا و در حمایت از نامزدی هیلاری کلینتون بود.